# Rudbeckia amplexicaulis
Rudbeckia amplexicaulis là một loài thực vật có hoa trong họ Cúc. Loài này được Vahl miêu tả khoa học đầu tiên năm 1793.